# Kościół Wniebowzięcia Najświętszej Maryi Panny w Ostrowach Tuszowskich
Kościół Wniebowzięcia Najświętszej Maryi Panny w Ostrowach Tuszowskich – sanktuarium maryjne znajdujące się w Ostrowach Tuszowskich.

## Historia
Pierwotnie w Ostrowach Tuszowskich znajdował się drewniany kościół wybudowany w 1593 roku. Przygotowania do budowy murowanej świątyni rozpoczęto w 1897 roku. Przeprowadzono wówczas konkurencję i rozpoczęto wypalanie cegły, które kontynuowano w 1899 roku. Prace budowlane inaugurowano 23 kwietnia 1901 roku. Prowadzone były przez Jana Pakulskiego z Radomyśla. Budowa została zakończona w 1902 roku, a jej koszt wyniósł 25 tys. koron austro-węgierskich. W tymże roku Paweł Sudąkowski z Borowej wykonał ołtarz główny, dach pokryto dachówką, a mieszkańcy Komorowa ufundowali ozdobny żyrandol. 19 października 1902 roku biskup Leon Wałęga konsekrował świątynię.
W 1905 roku wyremontowano organy przeniesione ze starego kościoła. 16 czerwca 1906 roku w świątyni umieszczono ołtarz boczny Najświętszego Serca Pana Jezusa. W 1908 roku we wnętrzu budynku wykonano polichromię, której autorem był Julian Kruczkowski ze Lwowa. W tymże roku w kościele wybuchł pożar, który zniszczył zakrystię i większość znajdujących się w niej paramentów kościelnych. Odnowiono też zniszczoną polichromię.
Podczas pierwszej wojny światowej zniszczono płot i uszkodzono zabudowania, a armia Austro-Węgier zarekwirowała trzy dzwony, piszczałki organowe oraz dwa cynowe świeczniki. W latach dwudziestych kościół został pokryty blachą, a w 1927 wykonano tynkowane elewacje zewnętrzne. W 1938 roku w organach zamontowano nowe piszczałki. Rok później w oknach świątyni umieszczono witraże św. Izydora i Huberta.
21 marca 1941 roku w kościele zaprzestano sprawowania mszy świętych. Powodem tej decyzji było wysiedlenie mieszkańców parafii. Według ówczesnego proboszcza w okolicy utworzono poligon artyleryjski, a budynek miał pełnić funkcję punktu orientacyjnego.
W latach 1952–1953 do kościoła zakupione zostały dwie kropielnice, które wykonano z czarnego marmuru, a w 1956 roku odnowiono ołtarz główny. Dwa lata później wzmocniono konstrukcję empory, odrestaurowano polichromię oraz przekształcono babiniec w kaplicę świętego Antoniego. W 1960 roku do świątyni doprowadzono prąd elektryczny. Przemalowano również ściany w zakrystii i w dawnym babińcu oraz ponownie odnowiono polichromię. W 1971 roku powstał ołtarz posoborowy. Od 1971 do 1972 roku wykonano nową elewację zewnętrzną świątyni i wieży, a w 1974 chodnik procesyjny. W 1976 roku wyremontowano zakrystię, a obok ołtarza zawieszono gabloty na dary wotywne oraz odnowiono barokowe figury świętego Jana Kantego i Jana Nepomucena, które następnie zostały wstawione do oszklonych wnęk znajdujących się na frontonie świątyni. Dwa lata później świątynię wyposażono w nowe konfesjonały. W 1979 roku do zakrystii wstawiono nowe meble, a wewnątrz kościoła zamontowano kinkiety.
Od 27 września do 27 listopada 1981 roku trwała przebudowa prezbiterium. Umieszczono pod nim wówczas komorę na piec grzewczy. W 1982 roku zamontowano nowe nagłośnienie oraz instalację elektryczną dzwonnicy, a w prezbiterium położono granitową posadzkę. Wykonano też kamienny ołtarz posoborowy i ambonę. 25 września 1983 roku biskup Piotr Bednarczyk konsekrował ołtarz i umieścił w nim relikwie św. Herkulana i św. Honoraty. W 1984 roku odnowiono obraz Madonny z Puszczy oraz ołtarz główny, które poświęcono 15 sierpnia. W tymże roku Jan Kędzior ufundował 36 dębowych ławek, nową sedilię w prezbiterium oraz drewniane schody ołtarzy bocznych. Od 1994 do 1995 roku zostało wykonane nowe ogrodzenie.
W latach 2003–2004 wymieniono drewniane schody i pomalowano wnętrze wieży. W 2005 roku w oknach wprawiono podwójne oszklenie wprowadzając witraże. Rozpoczęto też wymianę posadzki w nawie kościoła oraz przebudowę kanałów nawiewnych ogrzewania. Przed 2009 rokiem świątynia oraz polichromia przeszły gruntowny remont i konserwację. W tymże roku odnowiona polichromia i ołtarze zostały poświęcone przez biskupa Kazimierza Górnego.

## Architektura i wyposażenie wnętrza
Świątynia w stylu neogotyckim. Jest to kościół halowy wybudowany na rzucie wydłużonego prostokąta z węższym prezbiterium zamkniętym trójbocznie, po którego bokach znajdują się zakrystie. Po południowej stronie kościoła kaplica św. Antoniego. Od frontu budynku trójkondygnacyjna wieża, po której bokach dwa pomieszczenia. Wieńczy ją ośmioboczny dach hełmowy. Nad nawą i kruchtami dach dwuspadowy, a nad zakrystiami dach pulpitowy. Nad nawą główną czteroboczna sygnaturka z ostrołukowymi ażurowymi arkadami, zwieńczona dachem hełmowym.